# The Replacements (filme)
The Replacements (prt: Os Substitutos; bra: Virando o Jogo) é um filme americano de 2000, dirigido por Howard Deutch, com Keanu Reeves, Gene Hackman, Brooke Langton e Orlando Jones.

## Sinopse
Quando os jogadores de futebol americano da Liga Nacional resolvem entrar em greve por melhores salários, o Washington Sentinels encontra a solução contratando o até então aposentado técnico Jimmy McGinty, que passa a procurar jogadores que estejam encostados em seus times e que procuram uma chance de saírem do ostracismo e atingirem o estrelato.